# Joseph Victor von Scheffel
Joseph Victor von Scheffel (Karlsruhe, 16 febbraio 1826 – Karlsruhe, 9 aprile 1886) è stato uno scrittore e poeta tedesco.

## Biografia
Sua madre si chiamava Krederer Josephine. Dopo aver passato l'infanzia nella sua città natale di Karlsruhe, durante gli anni 1843-1847 frequentò l'università di Heidelberg, quella di Monaco di Baviera e Berlino. Fu membro della Berliner Burschenschaft Arminia, la più antica confraternita di Berlino.
Dopo aver ricevuto il dottorato accompagnò, durante l'estate del 1848, il commissario del Reich Carl Theodor Welcker in qualità di segretario nel suo viaggio in Scandinavia.
Strinse amicizia con Anton von Werner, abbandonò la carriera giuridica ritirandosi nella Svizzera, nei pressi del Lago di Costanza.

## Riconoscimenti
In suo onore venne fondata la Karlsruhe Scheffelbund il 13 settembre 1924, una società letteraria dove vennero raccolte le migliaia di manoscritti lasciati dall'autore, contando poi 5000 membri diventando la più grande nel suo genere in Germania.

## Opere
- Der Trompeter von Säckingen ( il trombettista di Saeckingen ) (1853)
- Ekkehard[4] (1855)
- Frankenlied (1859)
- Hugideo. Eine alte Geschichte.
- Juniperus. Geschichte eines Kreuzfahrers.
- Am Anfang (conosciuto anche come: Der Rennsteig) (1863)
- Reisebilder, pubblicato poi postumo da Johannes Proelß
- Episteln
- Der Heini von Steier (1883).
- Waldeinsamkeit
- Bergpsalmen
- Frau Aventiure. Lieder aus Heinrich von Ofterdingens Zeit.
- Gaudeamus. Lieder aus dem Engeren und Weiteren.